# Glavnyj staršina
Glavnyj staršina (in russo: Гла́вный старшина́; letteralmente Seniore capo) è il secondo più alto grado tra i sottufficiali della Marina della Federazione Russa equiparabile al grado di secondo capo o secondo capo scelto della Marina Militare Italiana e corrisponde allo Stáršij seržánt (Sergente maggiore) (cirillico: Cтарший сержант) dell'Esercito e dell'Aeronautica della Federazione russa.

## Unione Sovietica
Il grado, inferiore a Glavnyj korabel'nyj staršina (seniore capo di vascello) e superiore a Staršina 1 stat'i (seniore di 1ª classe), era stato introdotto nella Marina Sovietica il 2 novembre 1940 e venne ereditato dalla Marina russa nel 1991.

## Russia
Nelle Forze armate della Federazione Russa il grado di staršina, nell'Esercito e nell'Aviazione e paragonabile al maresciallo delle Forze armate italiane, mentre nella marina russa Staršiná è paragonabile al ruolo sergenti della Marina Militare Italiana e si articola su quattro livelli, anche se tuttavia il grado più alto di Glavnyj korabel'nyj staršina potrebbe essere equiparato ai capi di terza e di seconda classe della Marina Militare Italiana: 
- Glavnyj korabel'nyj staršina (OR-7)
- Glavnyj staršina (OR-6)
- Staršina 1 stat'i (OR-5)
- Staršina 2 stat'i (OR-4)

| Gradi militari dell'Unione Sovietica e della Federazione Russa |                                     |                                                                              |
| Grado inferiore: Staršina 1 stat'i (Старшина́ пе́рвой статьи́)    | Glavnyj staršina (Гла́вный старшина́) | Grado superiore: Glavnyj korabel'nyj staršina (Гла́вный корабе́льный старшина́) |

## Precedenti distintivi di grado di Glavnyj staršina
|                                            |                          |                          |                          |                          |                         |  |
| distintivo di grado                        |                          |                          |                          |                          |                         |  |
| distintivo di grado per paramano 1940-1943 | controspallina 1943-1955 | controspallina 1955-1991 | controspallina 1991-2010 | controspallina 1991-2010 | controspallina 2010 ⇒ … |  |

## Ucraina
Nelle forze armate dell'Ucraina, a seguito della riforma del 2016, questo grado è stato abolito, eccetto che per il personale imbarcato della Marina Militare nella quale però il grado è stata abolito nella fanteria di marina, nell'aviazione navale e tra il personale che presta servizio a terra.
Nella Marina Ucraina la denominazione del grado è Holovnyj staršyna (cirillico: Головни́й старшина́).

## Il grado in altri paesi ex sovietici
Nei paesi ex sovietici sotto indicati il grado corrispondente che ha una simile denominazione:
- ⇒ (AZ)  Baş starşinas
- ⇒ (BE)  Галоўны старшыня (Haloŭny staršynja)
- ⇒ (BG)  Главен старшина (Glaven staršina)
- ⇒ (LT)  Vyriausiasis viršila
- ⇒ (UK)  Головни́й старшина́ (Holovnyj staršyna)
- ⇒ (KK)  Бас старшина (Bas staršina)
- ⇒ (TK)  Baş starşina